# Turgut Özatay
Turgut Özatay (30 de diciembre de 1927 - 26 de junio de 2002) fue un actor turco de cine. Apareció en 225 películas entre 1952 y 1998. Protagonizó en The Broken Pots, la cual entró al Festival Internacional de Cine de Berlín número 11.

## Filmografía selecta
- The Broken Pots (1960)